# لامچ (دهانه)
لامچ یک دهانه برخوردی در ماه‌ است.